# Reformationsstadt Europas
Reformationsstadt Europas (englisch European City of the Reformation, französisch Cité européenne de la Réforme) ist ein Ehrentitel für europäische Städte, die in der Geschichte der von Martin Luther und anderen evangelischen Theologen angestoßenen kirchlichen Reformation eine bedeutende Rolle gespielt haben.

## GEKE-Projekt
Die dazugehörende Initiative wurde anlässlich des 500-jährigen Jubiläums der Reformation von der Gemeinschaft Evangelischer Kirchen in Europa (GEKE) in Zusammenarbeit mit europäischen Städten ins Leben gerufen. Bisher wurde 102 Städten in 17 europäischen Ländern der Ehrentitel „Reformationsstadt Europas“ verliehen (Stand: Januar 2021). Mit der Verleihung ist die Berechtigung der Nutzung der Wort-Bild-Marke Reformationsstadt Europas durch die Städte verbunden.

## Städte
| Stadt                                | Land                                | Begründung |
| ------------------------------------ | ----------------------------------- | --- |
| Banská Bystrica (Neusohl)            | Slowakei                            | (Vgl. das Stadtporträt in GEKE-Projektsite.) |
| Banská Štiavnica (Schemnitz)         | Slowakei                            | (Vgl. das Stadtporträt in GEKE-Projektsite.) |
| Bardejov (Bartfeld)                  | Slowakei                            | (Vgl. das Stadtporträt in GEKE-Projektsite und in Projektsite zum Europäischen Stationenweg.) |
| Basel                                | Schweiz                             | Basel war aufgrund seiner humanistischen und kulturellen Tradition, begründet durch das Wirken Erasmus’ von Rotterdam, Paracelsus’, Sebastian Brants und Hans Holbeins d. J. in der Stadt, früh den reformatorischen Bestrebungen aufgeschlossen, die durch den Mitarbeiter Erasmus′, Johannes Oekolampad (1482–1531), sich 1522 durchsetzten und den Ort zu einer Drehscheibe für die reformatorischen Entwicklungen in Deutschland, Frankreich und der Schweiz machten. Basel wurde 1535 Zuflucht des Reformators Johannes Calvin, der hier seine Institutio Christianae Religionis verfasste. |
| Berlin                               | Deutschland                         | (Vgl. das Stadtporträt in GEKE-Projektsite und das Stadtporträt in Projektsite zum Europäischen Stationenweg.) |
| Bern                                 | Schweiz                             | (Vgl. das Stadtporträt in GEKE-Projektsite und das Stadtporträt in Projektsite zum Europäischen Stationenweg.) |
| Bernburg a. d. Saale                 | Deutschland                         | Die Reformation in den Landesteilen Anhalt-Köthen und Anhalt-Bernburg wurde 1525 bzw. 1526 durch Fürst Wolfgang von Anhalt-Köthen eingeführt, der auf dem Reichstag zu Worms 1521 Martin Luther kennengelernt hatte. Damit war sein Territorium das Erste im Reich, das sich zur Reformation bekannte. Der Fürst war in Folge ein starker Verfechter der reformatorischem Lehre und trat dem Torgauer und dem Schmalkaldischen Bund bei. Auf dem Reichstag zu Speyer 1529 war er einer der sechs Reichsfürsten, die die Protestation zu Speyer vertraten, und im Folgejahr einer der Unterzeichner der Confessio Augustana. |
| Brașov (Kronstadt)                   | Rumänien                            | (Vgl. das Stadtporträt in GEKE-Projektsite.) |
| Braunschweig                         | Deutschland                         | (Vgl. das Stadtporträt in GEKE-Projektsite.) |
| Bremen                               | Deutschland                         | (Vgl. das Stadtporträt in GEKE-Projektsite und das Stadtporträt in Projektsite zum Europäischen Stationenweg.) |
| Breslau (Wrocław)                    | Polen                               | In Breslau wirkten die Reformatoren und Humanisten Johann Heß und Ambrosius Moibanus und organisierten unter Mitwirkung des Rats der Stadt den Übergang zum evangelischen Glauben. Durch die Gründung der Universität der Jesuiten versuchten die Habsburger Landesherren die Gegenreformation durchzusetzen, mussten aber 1648 im Westfälischen Frieden die Religionsfreiheit anerkennen. Von der Stadt wurden jahrhundertelang die evangelischen Gläubigen in den katholischen Nachbarländern unterstützt. |
| Bretten                              | Deutschland                         | Bretten ist die Geburtsstadt von Philipp Melanchthon (1497–1560). Als die Reformation 1556 offiziell in der Kurpfalz von Kurfürst Ottheinrich (1502–1559) eingeführt wurde, war die evangelische Lehre schon längst in Bretten akzeptiert. |
| Celle                                | Deutschland                         | (Vgl. das Stadtporträt in GEKE-Projektsite.) |
| Český Těšín (Teschen)                | Tschechien                          | Český Těšín ist als tschechische Stadt durch die Teilung der Stadt Teschen (tschechisch Těšín, polnisch Cieszyn) 1920 entstanden. Zur Bedeutung in der Geschichte der Reformation siehe den Abschnitt zur Stadt Cieszyn. |
| Chur                                 | Schweiz                             | Johannes Comander, seit 1523 Pfarrer an die Hauptkirche St. Martin in Chur, konnte bis 1527 die Reformation in der Stadt durchsetzen, deren Umland schon lange nach Unabhängigkeit vom Bischof strebte und dazu die Drei Bünde gegründet hatte. Mit dem Ilanzer Religionsgespräch von 1526 wurde das reformatorische Bekenntnis in Graubünden gleichberechtigt und Chur trotz des bleibenden Bischofssitzes zu einem seiner Zentren. |
| Cieszyn (Teschen)                    | Polen                               | Teschen (poln. Cieszyn, tschech. Těšín) war ein Zentrum der Reformation in Schlesien, die sich in den 1520er Jahren von Breslau ausbreitete. Der Teschener Herzog Wenzel Adam bekannte sich bei seinem Regierungsantritt 1545 formell zur Reformation und erließ 1568 und 1584 evangelische Schul- und Kirchenordnungen. Trotz radikaler Rekatholisierung nach Aussterben der Herzogsdynastie ist Cieszyn heute das größte evangelische Zentrum im überwiegend katholischen Polen. Die Teschener Jesuskirche, deren Bau 1707 als Gnadenkirche auf Druck des schwedischen Königs Karl XII. von Kaiser Josef I. gestattet wurde, ist die Mutterkirche der evangelischen Christen in Polen. |
| Coburg                               | Deutschland                         | Coburg war sechsmonatiger Aufenthaltsort Martin Luthers während des Reichstags 1530 in Augsburg. In der Burgkapelle und der Morizkirche legte Luther in dieser Zeit den Coburgern und der kursächsischen Reichstagsgesandtschaft den neuen Glauben aus. Zahlreiche thematisch zusammenhängende Zeugnisse aus der Reformationszeit sind noch heute in der Stadt erhalten. |
| Crailsheim                           | Deutschland                         | In Crailsheim wurde früh die Reformation übernommen, vor allem durch das Wirken von Adam Weiß (ca. 1490–1534). |
| Debrecen (Debrezin)                  | Ungarn                              | Debrecen wurde unter dem reformierten Bischof Péter Juhász Méliusz (ca. 1536–1572) zum Zentrum des ungarischen Calvinismus (als „calvinistisches Rom“) und ist dies bis heute. |
| Detmold                              | Deutschland                         | (Vgl. das Stadtporträt in GEKE-Projektsite und das Stadtporträt in Projektsite zum Europäischen Stationenweg: Lemgo. Detmold / Lemgo – Gemeinsam frei.) |
| Eisenach                             | Deutschland                         | Nachdem er mit der Reichsacht belegt worden war, wurde Martin Luther am Folgetag auf der Wartburg als „Junker Jörg“ untergebracht und so vor möglichen Verfolgern versteckt. Er blieb dort bis zum 1. März 1522 und übersetzte das Neue Testament. (Vgl. das Stadtporträt in GEKE-Projektsite und das Stadtporträt in Projektsite zum Europäischen Stationenweg: Eisenach. Luther von der Wartburg in die Welt.) |
| Eisleben                             | Deutschland                         | Geburtsort Luthers. (Vgl. das Stadtporträt in GEKE-Projektsite.) |
| Emden                                | Deutschland                         | Emden gehörte im 16. Jahrhundert neben Genf und Wittenberg zu den wichtigsten Stätten der Reformation, da es Tausende von Glaubensflüchtlingen aus den benachbarten Niederlanden während des spanisch-niederländischen Kriegs (1568–1648) aufnahm. Aus diesen Kreis stammten die Reformatoren Johannes a Lasco, Albert Hardenberg und Menso Alting. |
| Erfurt                               | Deutschland                         | (Vgl. das Stadtporträt in GEKE-Projektsite.) |
| Franeker                             | Niederlande                         | (Vgl. das Stadtporträt in GEKE-Projektsite.) |
| Genf (Genève)                        | Schweiz                             | Genf schloss sich, angeregt von dem Reformator Guillaume Farel (1489–1565), um 1535 der Reformation an, aber erst Johannes Calvin (1509–1564) setzte die Bewegung nach kurzfristiger Verbannung der beiden Reformatoren aus der Stadt von 1538 bis 1541 durch. Durch den Zuzug evangelischer Glaubensflüchtlinge aus Frankreich verdoppelte sich in den folgenden Jahren die Einwohnerzahl. Die Stadt stand in ganz Europa für die Reformation und der Name „Genf“ wurde zum Synonym für Calvinismus. |
| Gennep                               | Niederlande                         | Gennep, damals zum Herzogtum Kleve gehörend, nahm ab 1530 zahlreiche Glaubensflüchtlinge aus den Niederlanden, Belgien und Nordfrankreich auf und öffnete ihnen für ihre Gottesdienste die katholische Stadtkirche. Über Jahrzehnte entwickelte sich ein konfessionelles Miteinander in Toleranz und Kooperation. Auch wenn die Stadt erst seit 1815 zu den Niederlanden gehört, war sie als Exilsort von 1567 bis 1572 von großer Bedeutung für die Niederländisch-reformierte Kirche. 1660–63 wurde die Reformierte Stadtkirche errichtet. |
| Gotha                                | Deutschland                         | (Vgl. das Stadtporträt in GEKE-Projektsite.) |
| Graz                                 | Österreich                          | In den 1520er Jahren breitete sich in Graz die reformatorische Lehre aus. Der lutherische Theologieprofessor David Chyträus (1530–1600) arbeitete eine Kirchenordnung und eine Schulordnung für die evangelische Landschaftsschule aus, an der von 1594 bis 1600 Johannes Kepler (1571–1630) Mathematik unterrichtete. |
| Greifswald                           | Deutschland                         | Am 16. Juli 1531 hielt der Luther-Anhänger Johann Knipstro auf Drängen der Gewerke und der Bürgerschaft die erste evangelische Predigt in der Greifswalder Nikolaikirche. Knipstro war zuvor seit 1525 am Aufbau der lutherischen Kirche in Stralsund beteiligt. (Vgl. das Stadtporträt in GEKE-Projektsite. 1534 wurde auf Beschluss des Landtages zu Treptow an der Rega die evangelische Lehre für das ganze Herzogtum Pommern für verbindlich erklärt. Die Kirchenordnung wurde von Johann Bugenhagen verfasst (Weggefährte Luthers, der von 1502 bis 1504 an der Artistenfakultät der Greifswalder Universität studiert hatte). Die Universität wurde 1539 nun als protestantische Hochschule neu eröffnet.) |
| Guardia Piemontese                   | Italien                             | (Vgl. das Stadtporträt in GEKE-Projektsite.) |
| Haderslev (Hadersleben)              | Dänemark                            | 1526 wurde hier, als erster Stadt in Dänemark, die Reformation eingeführt. Nach diesem „Pilotprojekt“ unter Statthalter und Thronfolger Christian (III.) wurde Luthers Lehre auf ganz Dänemark, Island, Grönland und Norwegen ausgeweitet. |
| Heidelberg                           | Deutschland                         | Viele spätere Reformatoren wie Johannes Brenz, Martin Bucer oder Martin Frecht lernten 1518 Martin Luther bei der Heidelberger Disputation kennen. Bald verbreitete sich der evangelische Glaube in Heidelberg. Kurfürst Friedrich III. (1515–1576) wandte sich dem Calvinismus zu und ließ 1563 mit dem Heidelberger Katechismus eine der bedeutendsten Bekenntnisschriften der reformierten Kirche erstellen. |
| Herborn                              | Deutschland                         | (Vgl. das Stadtporträt in GEKE-Projektsite und das Stadtporträt von Rüdiger Störkel: Herborn als Stätte der Reformation in der Projektsite zum Europäischen Stationenweg.) |
| Hermannstadt (Sibiu)                 | Rumänien                            | (Vgl. das Stadtporträt in GEKE-Projektsite und das Stadtporträt in Projektsite zum Europäischen Stationenweg.) |
| Herrnhut                             | Deutschland                         | (Vgl. das Stadtporträt in GEKE-Projektsite.) |
| Idstein                              | Deutschland                         | Durch Beschluss einer Synode in Idstein am 5. August 1817 kam es im Herzogtum Nassau und damit erstmals in einem Flächenstaat zu einer Union zwischen Lutheranern und Reformierten. Damit wurde erstmals seit Luthers Zeiten eine Lösung im Abendmahlsstreit gefunden. |
| Ilanz                                | Schweiz                             | Das Reformations-„Städtli“ Ilanz war neben Davos und Chur Tagungsort der allgemeinen Bundesversammlung der Drei Bünde. Im Januar 1526 fand das Ilanzer Religionsgespräch statt, das die Reformation voranbrachte, so dass Graubünden zu einem konfessionell gemischten Staatswesen wurde. In den Ilanzer Artikeln vom 25. Juni 1526 wurden die Rechte der Gemeinden gegenüber dem Churer Bischof entscheidend gestärkt. Die 1537 durch den Reformator Johannes Comander (um 1484–1557) begründete Bündner Synode ist eine der ältesten Synoden im Protestantismus. |
| Jena                                 | Deutschland                         | (Vgl. das Stadtporträt in GEKE-Projektsite.) |
| Kampen                               | Niederlande                         | (Vgl. das Stadtporträt in GEKE-Projektsite.) |
| Kežmarok (Käsmark)                   | Slowakei                            | (Vgl. das Stadtporträt in GEKE-Projektsite.) |
| Klagenfurt                           | Österreich                          | Die durch ein Feuer 1514 zerstörte Stadt Klagenfurt wurde wegen fehlender Finanzmittel zum Wiederaufbau vom Landesherrn Kaiser Maximilian I. 1518 den Kärntner Landständen geschenkt. Diese schlossen sich im 16. Jahrhundert dem evangelischen Glauben an und führten in Folge des Augsburger Religionsfriedens von 1555 das reformatorische Bekenntnis in der Stadt ein. Die Stärke der Landstände führte zu einer Duldung der Religionsfreiheit durch Erzherzog Karl II. Franz in Innerösterreich. |
| Konstanz                             | Deutschland                         | Das Konstanzer Konzil (1414–1418) verurteilte die Lehren des böhmischen Reformators Jan Hus (ca. 1369–1415) und ließ ihn auf dem Scheiterhaufen verbrennen. Martin Luther berief sich auf Jan Hus, als er sich 100 Jahre später für die Erneuerung der Kirche einsetzte. Konstanz zählte zu den evangelischen Ständen, die 1529 beim Reichstag zu Speyer die Protestation übergaben, und legte gemeinsam mit den Städten Straßburg, Lindau und Memmingen 1530 beim Reichstag zu Augsburg ein eigenes oberdeutsches evangelisches Bekenntnis, die Confessio Tetrapolitana, vor. |
| Košice (Kaschau)                     | Slowakei                            | (Vgl. das Stadtporträt in GEKE-Projektsite.) |
| Kremnica (Kremnitz)                  | Slowakei                            | (Vgl. das Stadtporträt in GEKE-Projektsite.) |
| Levoča (Leutschau)                   | Slowakei                            | (Vgl. das Stadtporträt in GEKE-Projektsite.) |
| La Rochelle                          | Frankreich                          | Die Hafenstadt am Atlantik schloss sich 1559 der Reformation an und war eine der Hochburgen der Hugenottenkirche. Auf der Nationalsynode von 1571 wurde das grundlegende Bekenntnis der französischen Calvinisten, die Confessio Gallicana von 1559, ergänzt, weshalb sie auch Confession de La Rochelle genannt wird. 1627 wurde die Stadt militärischer Stützpunkt der Hugenotten vom französischen König Ludwig XIII. durch eine Hungerblockade zur Aufgabe gezwungen. |
| Lausanne                             | Schweiz                             | In Lausanne entstand 1537 mit der Académie de Lausanne die erste protestantische Hochschule im französischen Sprachraum, nachdem das evangelische Bern das Waadt erobert und den Reformator Pierre Viret (1511–1571) berufen hatte. In einem Disput setzte er zusammen mit Guillaume Farel (1489–1565), Johann Calvin (1509–1564) und Pierre Caroli (1480–1545) die Einführung der Reformation in der Stadt durch. |
| Leipzig                              | Deutschland                         | 1519 trafen sich Martin Luther, Andreas Karlstadt und Philipp Melanchthon mit dem katholischen Theologen Johannes Eck auf Einladung der Universität in der Pleißenburg zu einem Streitgespräch, das als Leipziger Disputation in die Geschichte einging. |
| Lemgo                                | Deutschland                         | (Vgl. das Stadtporträt in GEKE-Projektsite und das Stadtporträt in Projektsite zum Europäischen Stationenweg.) |
| Ljubljana (Laibach)                  | Slowenien                           | Im Dom St. Nikolai zu Laibach, der Hauptstadt des Herzogtums Krain, predigte Anfang der 1530er Jahre Primus Truber in windischer (slowenischer) Sprache und schloss sich der Reformation an. Nach seiner Exkommunikation 1547 durch den Laibacher Bischof Textor musste er das Land verlassen, woraufhin er 1550 in Rothenburg ob der Tauber den Catechismus in der windischen Sprach verfasste. Später übersetzte er das Neue Testament ins Slowenische. |
| Locarno                              | Schweiz                             | (Vgl. das Stadtporträt in GEKE-Projektsite.) |
| Lyon                                 | Frankreich                          | (Vgl. das Stadtporträt in GEKE-Projektsite.) |
| Marburg                              | Deutschland                         | Mit der heute seinen Namen tragenden Philipps-Universität Marburg gründete Philipp von Hessen, der im Jahr zuvor die Reformation in seiner Landgrafschaft eingeführt hatte, 1527 die erste evangelische Universität der Welt. 1529 lud er Martin Luther, Ulrich Zwingli und eine Reihe weiterer Reformatoren zum Marburger Religionsgespräch auf sein Schloss ein, damit sie dort ihren Abendmahlsstreit beilegten. Auch wenn die von ihm erhoffte Einigung der reformatorischen Kräfte nicht gelang, gelten die Marburger Artikel heute als erstes gemeinsames Dokument des Protestantismus. |
| Memmingen                            | Deutschland                         | (Vgl. das Stadtporträt in GEKE-Projektsite.) |
| Minden                               | Deutschland                         | (Vgl. das Stadtporträt in GEKE-Projektsite und das Stadtporträt in Projektsite zum Europäischen Stationenweg.) |
| Mühlhausen/Thüringen                 | Deutschland                         | (Vgl. das Stadtporträt in GEKE-Projektsite.) |
| Nantes                               | Frankreich                          | (Vgl. das Stadtporträt in GEKE-Projektsite.) |
| Neuenburg NE (Neuchâtel)             | Schweiz                             | Der Reformator Guillaume Farel (1489–1565), ein französischer Glaubensflüchtling, predigte ab 1530 die Reformation. Anfänglich nur von wenigen gehört, wuchs seine Anhängerschaft stark an und die Stadt schloss sich gegen den Widerstand der Grafen von Neuenburg der Reformation an. Dabei wurden zahlreiche katholische Kulturgüter in einem Bildersturm zerstört. |
| Nürnberg                             | Deutschland                         | (Vgl. das Stadtporträt in GEKE-Projektsite und das Stadtporträt in Projektsite zum Europäischen Stationenweg.) |
| Orthez                               | Frankreich                          | (Vgl. das Stadtporträt in GEKE-Projektsite.) |
| Pau                                  | Frankreich                          | (Vgl. das Stadtporträt in GEKE-Projektsite.) |
| Prešov (Eperies)                     | Slowakei                            | (Vgl. das Stadtporträt in GEKE-Projektsite.) |
| Puconci (Putzendorf/Battyánd)        | Slowenien                           | (Vgl. das Stadtporträt in GEKE-Projektsite und das Stadtporträt in Projektsite zum Europäischen Stationenweg.) |
| Rašica (Velike Lašče / Großlaschitz) | Slowenien                           | Rašica ist Geburtsort Primož Trubars (1508–1586), protestantischer Prediger und Begründer des slowenischen Schrifttums wie auch der evangelischen Kirche in Slowenien. |
| Regensburg                           | Deutschland                         | Nach einem Religionsgespräch mit Philipp Melanchthon, Johannes Calvin, Martin Bucer und Johann Pistorius als evangelischen Teilnehmern 1541 wurde nach großen Widerständen im Herbst 1542 offiziell die Reformation eingeführt. Die Strahlkraft der Stadt in den Donauraum führte zu einem frühen regionalen Zentrum der Reformation. |
| Riga                                 | Lettland                            | (Vgl. das Stadtporträt in GEKE-Projektsite und das Stadtporträt in Projektsite zum Europäischen Stationenweg.) |
| Rust                                 | Österreich                          | (Vgl. das Stadtporträt in GEKE-Projektsite.) |
| Sabinov (Zeben)                      | Slowakei                            | (Vgl. das Stadtporträt in GEKE-Projektsite.) |
| Sárvár (Kotenburg)                   | Ungarn                              | Sárvár (dt. Kotenburg), auch das „ungarische Wittenberg“ genannt, war das Zentrum der transdanubischen Reformation unter dem einflussreichen ungarischen Magnaten und Palatin Tamás Nádasdy. Die ungarische Übersetzung des Neuen Testaments durch János Sylvester wurde hier 1541 erstmals gedruckt. Die Stadt ist auch Wirkungsstätte des bedeutendsten ungarischen Reformators Mátyás Bíró Dévai. |
| Schaffhausen                         | Schweiz                             | (Vgl. das Stadtporträt in GEKE-Projektsite.) |
| Schmalkalden                         | Deutschland                         | In der zur seit 1526 evangelischen Landgrafschaft Hessen gehörenden Stadt wurde 1530 auf Betreiben von Landgraf Philipp dem Großmütigen der Schmalkaldische Bund gegründet, ein Verteidigungsbündnis evangelischer Territorien gegen die von Kaiser Karl V. betriebene Rekatholisierung. Für die Bundestagung 1537 verfasste Martin Luther die Schmalkaldischen Artikel, die später zu einer der Bekenntnisschriften der evangelisch-lutherischen Kirche wurden. (Vgl. das Stadtporträt in GEKE-Projektsite und das Stadtporträt in Projektsite zum Europäischen Stationenweg: Schmalkalden – Politik und Glaube in Geschichte und Gegenwart.) |
| Schwabach                            | Deutschland                         | Schon fünf Jahre bevor die Reformation 1528 im Markgraftum Brandenburg-Ansbach offiziell eingeführt wurde, hatten sich die Bürger der wohlhabenden Stadt für die Reformation geöffnet. 1529 fand hier eine Konferenz der Reformatoren aus Kursachsen und dem fränkischen und oberdeutschen Raum statt, für die Martin Luther als Positionsbestimmung die Schwabacher Artikel verfasste. Sie wurden zu einer der wichtigsten Vorlagen für die Confessio Augustana von 1530, das Grundbekenntnis des Luthertums. |
| Schwäbisch Hall                      | Deutschland                         | Der 1525 durch den Rat der Stadt berufene Prediger Johannes Brenz (1499–1570) führte in den folgenden 26 Jahren schrittweise die Reformation ein. Der Reformator wurde nach seiner Flucht aufgrund der Niederlage evangelischer Fürsten im Schmalkaldischen Krieg 1548 mit der Organisation der Reformation im evangelischen Herzogtum Württemberg betraut. |
| Schwaz                               | Österreich                          | (Vgl. GEKE-Projektsite.) |
| Sopron (Ödenburg)                    | Ungarn                              | (Vgl. das Stadtporträt in GEKE-Projektsite und das Stadtporträt in Projektsite zum Europäischen Stationenweg.) |
| Speyer                               | Deutschland                         | In der Stadt wurde auf zwei Reichstagen (1527 und 1529) über die Duldung des evangelischen Glaubens gestritten. Als auf dem zweiten Reichstag die Duldung widerrufen werden sollte, weigerten sich sechs evangelische Fürsten und die Vertreter von 14 freien Städten entgegen der katholischen Reichstagsmehrheit ihren Glauben aufzugeben (Protestation zu Speyer) und legten damit den Grundstein zur – vorerst den Landesherren vorbehaltenen – Religionsfreiheit. (Vgl. das Stadtporträt in GEKE-Projektsite und das Stadtporträt in Projektsite zum Europäischen Stationenweg: Speyer – Gewissens-, Glaubens- und Religionsfreiheit.) |
| Spišská Nová Ves (Zipser Neudorf)    | Slowakei                            | (Vgl. das Stadtporträt in GEKE-Projektsite.) |
| St Andrews                           | Vereinigtes Königreich (Schottland) | (Vgl. das Stadtporträt in GEKE-Projektsite.) |
| St. Gallen                           | Schweiz                             | In St. Gallen gab es lange Zeit Machtkämpfe zwischen den reformatorischen und katholischen Kräften, die 1566 zum Bau einer Schiedmauer in der Stadt führten, um die Anhänger der Konfessionen zu trennen. Diese Mauer bestand bis 1818 und trennte den katholischen vom evangelischen Stadtteil. Die Reformation ging im Gegensatz zu anderen Städten von Laien aus, dem Kaufmann Joachim von Watt (1484–1551) und dem Sattler Johannes Kessler (um 1502–1574), der allerdings Theologie studiert hatte, unwissentlich auch Luther in seiner Tarnung als „Junker Jörg“ begegnet war und mit ihm disputiert hatte. |
| St. Pölten                           | Österreich                          | (Vgl. das Stadtporträt in GEKE-Projektsite.) |
| Steyr                                | Österreich                          | In Steyr, im 16. Jahrhundert die zweitgrößte Stadt Österreichs, hatte schon im Mittelalter die Reformbewegung der Waldenser großen Anklang gefunden. Gegen den Willen des Bischofs beriefen die Stadtväter immer wieder evangelische Prediger, darunter auch den Täuferführer Hans Hut. Große Ausstrahlung hatte die Evangelische Stadtschule. Die Unterdrückung des Protestantismus in der im Jahr 1600 fast vollständig evangelischen Stadt führte zur Abwanderung vieler Bewohner und so zum wirtschaftlichen Niedergang der Stadt. |
| Straßburg                            | Frankreich                          | Straßburg kam früh durch die Predigten Matthäus Zells mit der Reformation in Berührung. Der Reformator Martin Bucer bewirkte schließlich den Übergang der Stadt zum evangelischen Glauben. 1530 legte die Stadt mit drei weiteren Städten für den Reichstag in Augsburg das evangelische Glaubensbekenntnis Confessio Tetrapolitana vor. |
| Tallinn (Reval)                      | Estland                             | Unter dem Namen Reval war die von deutschen Kaufleuten geprägte Hafenstadt eine wichtige Station des Ostseehandels. Sympathie für die Reformation zeigte sich früh; Martin Luthers Brief an seine Anhänger in Livland von 1523 war auch nach Reval gerichtet. 1524 nahm der Stadtrat Partei für die evangelischen Prediger und schränkte den katholischen Gottesdienst ein. Mit dem Anschluss an Schweden 1561 festigte sich die lutherische Ausrichtung. In den gut 200 Jahren, in denen Estland zum Russischen Kaiserreich gehörte, bildete das Luthertum ein wichtiges Element der nationalen Identität. |
| Tartu (Dorpat)                       | Estland                             | Die Reformationsgeschichte verlief in Dorpat (seit 1918 Tartu) ähnlich wie in Reval. In der Zeit, in der Estland zum Russischen Kaiserreich gehörte, war die theologische Fakultät der Universität von Dorpat für die Ausbildung der gesamten lutherischen Pastorenschaft im Russischen Reich zuständig. |
| Torgau                               | Deutschland                         | Torgau war mit Schloss Hartenfels das politische Zentrum der Reformation. Martin Luther weihte 1544 die Schlosskapelle als ersten protestantischen Kirchenneubau ein. Daneben war Torgau die erste Station der Nonne Katharina von Bora, der späteren Ehefrau von Martin Luther, auf ihrer Flucht aus dem Kloster Nimbschen. Luther verfasste in Torgau gemeinsam mit Philipp Melanchthon, Justus Jonas und Johannes Bugenhagen im Pfarrhaus des Torgauer Superintendenten die Torgauer Artikel als Grundlage für die Confessio Augustana. |
| Torre Pellice                        | Italien                             | (Vgl. das Stadtporträt in GEKE-Projektsite.) |
| Tübingen                             | Deutschland                         | Die Universität von Tübingen hatte maßgeblichen Anteil an der Entwicklung des Humanismus und der evangelischen Bildungstradition. Aus ihrer Schule stammte Philipp Melanchthon, sie besaß in der zweiten Hälfte des 16. Jahrhunderts die wichtigste theologische Fakultät. Von den Predigten des Jakob Andreae in der Stiftskirche ging das lutherische Konkordienwerk aus, das zur Einigung der zerstrittenen lutherischen Lager führte. |
| Turku (Åbo)                          | Finnland                            | Die Reformation in Finnland geht auf einen Beschluss zur Einführung auf dem schwedischen Reichstag von Västerås im Jahre 1527 zurück. Turku war bereits seit 1523 das reformatorische Zentrum Finnlands und Heimat der Reformatoren Petrus Särkilahti und Mikael Agricola (ca. 1510–1557), der nach seinem Studium in Wittenberg 1554 der erste lutherische Bischof der Stadt wurde. |
| Ulm                                  | Deutschland                         | (Vgl. das Stadtporträt in GEKE-Projektsite.) |
| Venedig (Venezia)                    | Italien                             | (Vgl. das Stadtporträt in GEKE-Projektsite und das Stadtporträt in Projektsite zum Europäischen Stationenweg: Venezia.) |
| Villach                              | Österreich                          | Villach ist ein frühes Zentrum der Reformation in Österreich, vor allem durch den in Wittenberg studierenden Sohn des Ortes Georg Krainer. Wegen gegenreformatorischer Maßnahmen mussten die evangelischen Gläubigen sechs Generationen lang ihren Glauben heimlich leben. Felszeichnungen im Eggerloch zeugen von heimlichen Gottesdiensten in dieser Zeit. |
| Waidhofen a. d. Ybbs                 | Österreich                          | (Vgl. das Stadtporträt in GEKE-Projektsite.) |
| Wertheim                             | Deutschland                         | (Vgl. das Stadtporträt in GEKE-Projektsite.) |
| Wien                                 | Österreich                          | Die Hauptstadt Österreichs verkörperte zum einen als kaiserliche Residenzstadt einen katholischen Gegenpol zur Reformation, war aber zum anderen als Studienort der späteren Reformatoren Huldrych Zwingli (1484–1531) und Joachim von Watt (1484–1551) ihr zugeneigt. Bereits 1522 fand im Stephansdom durch Paul Speratus (1484–1551) eine evangelische Predigt statt, gefolgt von seiner Exkommunikation. Andere Glaubensbrüder wurden hingerichtet, dennoch fand die Reformation mehr und mehr Anhänger auch unter dem lokalen Adel. Ende des 16. Jahrhunderts waren schließlich drei Viertel der Wiener Einwohnerschaft evangelisch. |
| Wittenberg                           | Deutschland                         | Die Lutherstadt Wittenberg wird als Wiege der Reformation bezeichnet. Der 1512 zum Professor an der Wittenberger Universität berufene Luther löste mit seiner Kritik am kirchlichen Ablasswesen und der Bußpraxis am Vorabend des Allerheiligentages 1517 die Reformation aus. |
| Woerden                              | Niederlande                         | (Vgl. das Stadtporträt in GEKE-Projektsite.) |
| Wolfsburg                            | Deutschland                         | (Vgl. das Stadtporträt in GEKE-Projektsite und das Stadtporträt in Projektsite zum Europäischen Stationenweg: Wolfsburg. „Mitschöpfer Mensch. Arbeit neu entdecken“.) |
| Worms                                | Deutschland                         | Auf dem Reichstag zu Worms musste sich Martin Luther 1521 vor Kaiser Karl V. für seine Lehre verantworten und verweigerte beharrlich, unterstützt von fürstlichen Schutzherren, einen Widerruf. Die Stadt nahm schnell nach dem Reichstag selbst die evangelische Lehre an und wurde ab den 1520er Jahren zu einem Zentrum des reformatorischen Buchdrucks. (Vgl. das Stadtporträt in GEKE-Projektsite und das Stadtporträt in Projektsite zum Europäischen Stationenweg: Worms – Luthers Bekenntnis auf dem Reichstag.) |
| Wuppertal                            | Deutschland                         | In Wuppertal wurde in der Zeit des Nationalsozialismus durch Vertreter der bekennenden Kirche in der ehemaligen Großstadt Barmen die Barmer Bekenntnissynode abgehalten, welche die Vereinnahmung der evangelischen Kirche durch den Nationalsozialismus abzuwehren versuchte. Das Bekenntnis zu den reformatorischen Grundlagen entgegen dem staatlichen Anspruch fand 1935 in der Barmer Erklärung ihren Niederschlag. Sie gehört heute zu den Bekenntnisgrundlagen zahlreicher evangelischen Landeskirchen. Aber auch in den Jahrzehnten zuvor setzten sich zahlreiche Theologen im Tal der Wupper mit der Stellung der evangelischen Kirche zu staatlichen und sozialen Verhältnissen auseinander. Die im 19. Jahrhundert in der damals eigenständigen Großstadt Elberfeld entstandene Elberfelder Bibel ist eine bedeutende deutsche Bibelübersetzung. |
| Zürich                               | Schweiz                             | Zürich wurde durch das Wirken von Huldrych Zwingli (1484–1531) als Leutpriester am Zürcher Grossmünster ab 1519 zur Wiege des reformierten Flügels der Reformation. Ab 1522 überzeugte Zwingli durch theologische Dispute den Rat der Stadt, der 1525 die Reformation übernahm. Die Bibelauslegung des hebräischen und griechischen Urtextes durch tägliche Treffen von Gelehrten im Grossmünster, die sogenannte „Prophezei“, führte zu einer anderen Exegese als in der Wittenberger Schule. Es entstand die Zürcher Bibel. Zwinglis Nachfolger Heinrich Bullinger (1504–1575) erzielte im Religionsstreit zwischen den Anhängern Zwinglis und Calvins eine Übereinkunft und begründete mit den helvetischen Bekenntnissen von 1536 und 1566 die gemeinsame Lehrgrundlage der reformierten Kirchen. (Vgl. das Stadtporträt in GEKE-Projektsite und das Stadtporträt in Projektsite zum Europäischen Stationenweg: Reformationsstadt Europas und der Welt: Zürcher Reformation in Stichworten.) |
| Zwickau                              | Deutschland                         | (Vgl. das Stadtporträt in GEKE-Projektsite und das Stadtporträt in Projektsite zum Europäischen Stationenweg: Zwickau. Zwickau – die zweite vollreformierte Stadt nach Wittenberg.) |